# Pangkat (Lembah Sorik Marapi)
Pangkat is een bestuurslaag in het regentschap Mandailing Natal van de provincie Noord-Sumatra, Indonesië. Pangkat telt 534 inwoners (volkstelling 2010).